# Mega Man Zero 4
Mega Man Zero 4 (Rockman Zero 4 (ロックマンゼロ4) au Japon) est un action-plates-formes développé par Inti Creates et édité par Capcom en 2005 sur Game Boy Advance. Il fait partie de la franchise Mega Man et est le quatrième de la série dérivée Mega Man Zero. Il est réédité dans la compilation Mega Man Zero Collection sur Nintendo DS en 2010 et sur la console virtuelle de la Wii U en 2015,,,.